# Paradoja verde
La paradoja verde es el título de un polémico libro del economista alemán, Hans-Werner Sinn, que describe la observación de que una política medioambiental que se vuelve más verde y con el paso del tiempo actúa como un anunció de la expropiación de los propietarios de los recursos de combustibles fósiles, les induce a acelerar la extracción de recursos y, por tanto, a acelerar el calentamiento global.

## Línea principal de razonamiento.
La línea de razonamiento de la paradoja verde comienza reconociendo un hecho fundamental e inevitable: cada átomo de carbono en el gas, el carbón o el petróleo extraído del suelo para ser utilizado como combustible termina en la atmósfera, en particular si los procesos de combustión de alta eficiencia aseguran que una parte de ellos no termina como hollín. Alrededor de una cuarta parte del carbono emitido permanecerá en la atmósfera prácticamente para siempre, lo que contribuye al efecto invernadero que causa el calentamiento global.
Aparte de la forestación, solo dos cosas pueden mitigar la acumulación de carbono en la atmósfera: se extrae menos carbono del suelo o se inyecta de nuevo bajo tierra después de recolectar su energía.
Sin embargo, los esfuerzos de la política ambiental, en particular los europeos, no van en ninguna de estas dos direcciones, apuntando en su lugar a la promoción de fuentes alternativas de energía libres de CO2 y un uso más eficiente de la energía. Si bien el autor, Hans-Werner Sinn en particular afirma que los esquemas de apoyo a las fuentes de energía renovables tienen poco efecto, pasa por alto el apoyo gubernamental al consumo y la producción de combustibles fósiles. De acuerdo con un informe de la OCDE, en los países de la OCDE y en las economías emergentes clave, ese apoyo es alto, de 160-200 miles de millones de dólares anuales Se dice que este apoyo obstaculiza los esfuerzos mundiales para reducir las emisiones y combatir el cambio climático.
Según la opinión de Sinn, al anunciar un ajuste gradual de la política en las próximas décadas, se ejerce una mayor presión a la baja sobre los precios futuros que sobre los actuales, disminuyendo así la tasa de apreciación del capital de los depósitos de combustibles fósiles. Los propietarios de estos recursos consideran este desarrollo con preocupación y reaccionan aumentando los volúmenes de extracción, convirtiendo los ingresos en inversiones en los mercados de capital, que ofrecen rendimientos más altos. Esa es la paradoja verde: la política ambiental programada para volverse más ecológica a lo largo del tiempo actúa como una expropiación anunciada que provoca que los propietarios reaccionen acelerando la tasa de extracción de sus reservas de combustibles fósiles, acelerando así el cambio climático.
Los países que no participan de los esfuerzos para frenar la demanda tienen una doble ventaja. Queman el carbono liberado por los países "verdes" (efecto de fuga) y también queman el carbono adicional extraído como reacción a los recortes de precios anunciados y esperados como resultado de la progresiva ecologización de las políticas ambientales (paradoja verde).
Sinn escribe que: "Las estrategias de reducción de la demanda simplemente deprimen el precio mundial del carbono e inducen a los países incumplidores ambientales a consumir lo que los países cumplidores de Kyoto han economizado. Peor aún, si los proveedores se sienten amenazados por una progresiva ecologización de las políticas económicas en "Los países de Kyoto que dañarán sus precios futuros, extraerán sus existencias más rápidamente, acelerando así el calentamiento global".
Sinn enfatiza que una condición para la paradoja verde es que el recurso sea escaso en el sentido de que su precio siempre será más alto que los costos unitarios de extracción y exploración combinados. Señala que es probable que esta condición se satisfaga, ya que las tecnologías de respaldo en el mejor de los casos ofrecerán un sustituto perfecto para la electricidad, pero no para los combustibles fósiles. Los precios del carbón y del petróleo crudo son actualmente muchas veces más altos que los costos de exploración y extracción correspondientes.

## Soluciones practicables
Una política climática efectiva debe centrarse en el lado de la oferta hasta ahora descuidado del mercado del carbono, además del lado de la demanda. Los métodos propuestos por el Sinn incluyen la aplicación de un impuesto de retención sobre las ganancias de capital de las inversiones financieras de los propietarios de recursos de combustibles fósiles, o el establecimiento de un sistema global de comercio de emisiones que pueda poner un límite al consumo mundial de combustibles fósiles, logrando así la reducción deseada en las tasas de extracción de carbono.
Una sugerencia para una solución también podría ser pagar a los proveedores por la destrucción de los combustibles fósiles (o transformarlos en materia prima (no combustible), asegurándose así de que en el lado de la demanda la independencia de los combustibles fósiles todavía pueda dar sus frutos, mientras hay una reducción en la extracción de carbono.

## Obras sobre el tema
Las ideas de Hans-Werner Sinn sobre la paradoja verde han sido presentadas en detalle en una serie de artículos científicos, su Conferencia Thünen en la reunión anual de la Verein für Socialpolitik de 2007, su presidencia de 2007 de la dirección del Instituto Internacional de Finanzas Públicas en Warwick, dos documentos de trabajo, y un libro en alemán, "Das Grüne Paradoxon" (2008). Se basan en sus estudios anteriores sobre las reacciones de los propietarios de los recursos naturales a los cambios de precios anunciados.